# 쑤자취안
쑤자취안(중국어 간체자: 苏嘉全, 정체자: 蘇嘉全, 병음: Sū Jiāquán, 1956년 10월 22일~)은 중화민국의 정치인으로 현재 민주진보당의 총서기이다. 2010년 타이중시 시장 선거에 나섰으나 중국 국민당의 후즈창에게 패했으며, 2012년 총통 선거에서 차이잉원 후보의 러닝메이트로 출마했으나 마잉주-우둔이 조에 패했다.

## 역대 선거 결과
| 선거명               | 직책명   | 선거구        | 대수 | 정당       | 득표율 | 득표수      | 결과 | 당락 |
| -------------------- | -------- | ------------- | ---- | ---------- | ------ | ----------- | ---- | ---- |
| 1995년 입법위원 선거 | 입법위원 | 핑둥 현선거구 | 3대  | 민주진보당 | 21.88% | 85,156표    | 1위  | 당선 |
| 1997년 지방 선거     | 현장     | 핑둥 현       | 13대 | 민주진보당 | 55.42% | 227,506표   | 1위  | 당선 |
| 2001년 지방 선거     | 현장     | 핑둥 현       | 14대 | 민주진보당 | 55.34% | 239,284표   | 1위  | 당선 |
| 2010년 직할시 선거   | 시장     | 타이중시      | 초대 | 민주진보당 | 48.88% | 698,358표   | 2위  | 낙선 |
| 2012년 총통 선거     | 부총통   | 타이완 지구   | 13대 | 민주진보당 | 45.63% | 6,093,578표 | 2위  | 낙선 |
| 2016년 입법위원 선거 | 입법위원 | 비례대표9번   | 9대  | 민주진보당 | 44.06% | 5,370,953표 | 1위  | 당선 |